# Txeriómuixka (Krasnoiarsk)
|  | Per a altres significats, vegeu «Txeriómuixka». |

Txeriómuixka (en rus: Черёмушка) és un poble del krai de Krasnoiarsk, a Rússia, que el 2012 tenia 733 habitants. Pertany al districte de Karatuzski.